# U-49 (1939)
U-49 – niemiecki okręt podwodny (U-Boot) typu VII B z okresu II wojny światowej. Okręt wszedł do służby w 1939.

## Historia
W czasie II wojny światowej odbył 4 patrole bojowe, spędzając na  morzu 59 dni. Zatopił jeden statek o pojemności 4.258 BRT.
12 listopada 1939 U-49 atakował czterema torpedami statek „Rothesay Castle”, lecz na skutek wadliwości zapalników magnetycznych, żadna nie trafiła, a trzy wybuchły przedwcześnie. Atakowany przez niszczyciele eskorty HMS „Echo” i HMS „Wanderer”, U-49 zszedł na bezprecedensową głębokość 170 m i zdołał umknąć. Wykazało to możliwość osiągania takich głębokości przez okręty Typu VII.
Zatopiony 15 kwietnia 1940 w rejonie Narwiku na pozycji 68°53′00″N 16°59′00″E/68,883333 16,983333 przez brytyjskie niszczyciele HMS „Fearless” i HMS „Brazen”. Uratowano cała załogę – 41 oficerów i marynarzy (jeden z członków załogi zmarł później na skutek odniesionych obrażeń).

## Przebieg służby
- 12.08.1939 – 31.10.1939 – 7. Flotylla U-Bootów Wegener w  Kilonii (szkolenie)
- 01.11.1939 – 15.04.1940 – 7. Flotylla (okręt bojowy)
- 15.04.1940 – zatopiony

Dowódcy:
12.08.1939 – 15.04.1940 – Oblt Kurt von Gossler
Oblt – Oberleutnant zur See (porucznik marynarki)